# Электронное искусство

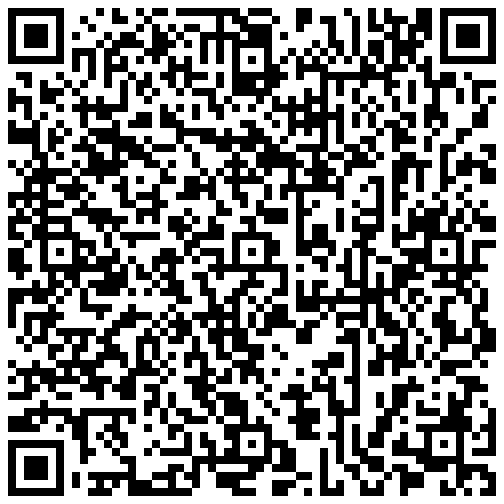
Работа 33.3 QR. автор Генджо Гулан

Электронное искусство — форма современного искусства, использующая в качестве выразительного средства любое оборудование (и его технологию), которое может считаться электронным носителем используемым в процессе электронных коммуникаций (например телевизор, радио, телефон, настольный компьютер, игровую приставку). В более широком смысле форма работает с технологиями.
Электронное искусство связано с информационным искусством, медиаискусством, видео-артом, компьютерным искусством, интерактивным искусством, интернет-искусством и электронной музыкой. Произведения созданные в рамках электронного искусства считается продуктом концептуального искусства.
Отличительно чертой электронного искусства является отсутствие собственного инструментария, который оно заимствует из сферы IT технологий и медиабизнеса, в отличие от традиционных форм искусство всегда использовавших свой собственный набор технических приспособлений, будь-то мольберт, этюдник, подрамник, грунтованный холст. Таким образом электронное искусство не способно влиять и не влияет на развитие собственной технологии. Существует мнение, что разветвите электронного искусства напрямую зависит от развития технологии, производства и бизнеса.
Термин электронное искусство является почти синонимом компьютерного искусству и электронным медиа. Последние два термина, и особенно термин компьютерное искусство, в основном используются для визуальных художественных произведений, создаваемых компьютерами. Тем не менее, электронное искусство имеет гораздо более широкое значение, подразумевая произведения искусства, которые включают в себя любой тип электронного компонента, например произведения в музыке, танце, архитектуре и дизайне.
Электронное искусство по сути являясь междисциплинарной областью, художники данного направления часто сотрудничают с учёными и инженерами при создании своих работ. Искусствовед электронного искусства Эдвард Шанкен работает над документированием текущего и прошлого экспериментального искусства с акцентом на междисциплинарный симбиоз искусства, науки и технологии. Другими авторами на тему электронного искусства являются Фрэнк Поппер, Доминик Мулон и Кристиан Пол.
Электронное искусство часто имеет компоненты интерактивности. Художники используют такие технологии, как Интернет, компьютерные сети, робототехника, цифровая живопись, беспроводные технологии и виртуальная реальность. Поскольку технологии, используемые для создания произведений электронного искусства, со временем устаревают, электронное искусство сталкивается с серьёзными проблемами, связанными с проблемой сохранения произведений искусства вне времени его современного производства. В настоящее время ведутся исследовательские проекты по улучшению сохранения и документирования хрупкого электронного художественного наследия.

## Арт-фестивали, которые используют термин «электронное искусство» в своём названии
- Международный симпозиум по электронному искусству (ISEA), организуемый ежегодно с 1988 года
- Симпозиум Ars Electronica, организуемый Ars Electronica ежегодно в 1979 году в Линце, Австрия
- Голландский фестиваль электронного искусства (DEAF), организуемый ежегодно с 1994 года Институтом нестабильных медиа V2 в Роттердаме, Нидерланды
- Международный фестиваль электронных языков (FILE) проводится ежегодно с 2000 года в Сан-Паулу, Бразилия
- Prix Ars Electronica, главная ежегодная награда для нескольких категорий электронного искусства

## Художники
Известные художники, работающие в области электронного искусства:
- Лори Андерсон
- Рой Эскотт
- Морис Бенаюн
- Маурицио Болонни
- Энджи Бонино
- Мез Бриз
- Мигель Шевалье
- Хайко Даксл
- Элизабет Диллер
- Дэвид Эм
- Кен Фейнгольд
- Ингеборг Фюлепп
- Питер Гэбриэл
- Пьетро Гросси
- Генджо Гулан
- Гранат Герц
- Перри Хоберман
- Эдуардо Кац
- Knowbotic Research
- Марк Ли
- Джордж Легради
- Голаны Левин
- Лю Дао
- Рафаэль Лозано-Хеммер
- Чико МакМертри
- Серджио Мальтаглиати
- Юсеф Мерхи
- Ив Нетжаммер
- Грэм Николлс
- Саймон Пенни
- Мелинда Рэкхем
- Мартин Рев
- ен Ринальдо
- Дэвид Рокби
- Стефан Ролофф
- Лилиан Шварц
- Рикардо Скофидио
- Скотт Сниббе
- Майкл Сноу
- Стеларк
- Survival Research Laboratories
- Джанни Тоти
- Тамаш Валицки
- Норман Уайт
- ::vtol::
- Куда бегут собаки